# Ceste
Ceste is een plaats in Slovenië en maakt deel uit van de gemeente Rogaška Slatina in de NUTS-3-regio Savinjska. De plaats telde 133 inwoners op 1 januari 2020.

## Persoonlijkheden
- Josip Lendovšek (Ceste, 17 maart 1854 - Kleinsternberg/Mali Strmec pri Vrbi, 19 september 1895)